# Sfighè
Sfighè è una compilation di Andrea Mingardi, pubblicata nel 2006.

## Tracce
1. Funky, funky... (Remix)
2. Capufezzi
3. Sfighe'
4. Xa vutt dalla vetta (Remix)
5. Un piasare' (Delone)
6. Ninna nanna
7. Piran al boxur
8. Ti un urineri
9. Settico blues
10. I vich ien sempar soul

- Tracce 3, 5, 6, 7 e 10 da Lo sfighè, Gisto e Cesira, Delone, un marziano e altre storie
- Tracce 2, 8 e 9 da Xa vut dalla vetta
- Traccia 1 versione originale su Lo sfighè, Gisto e Cesira, Delone, un marziano e altre storie
- Traccia 4 versione originale su Xa vut dalla vetta